# جزيرة أمروم

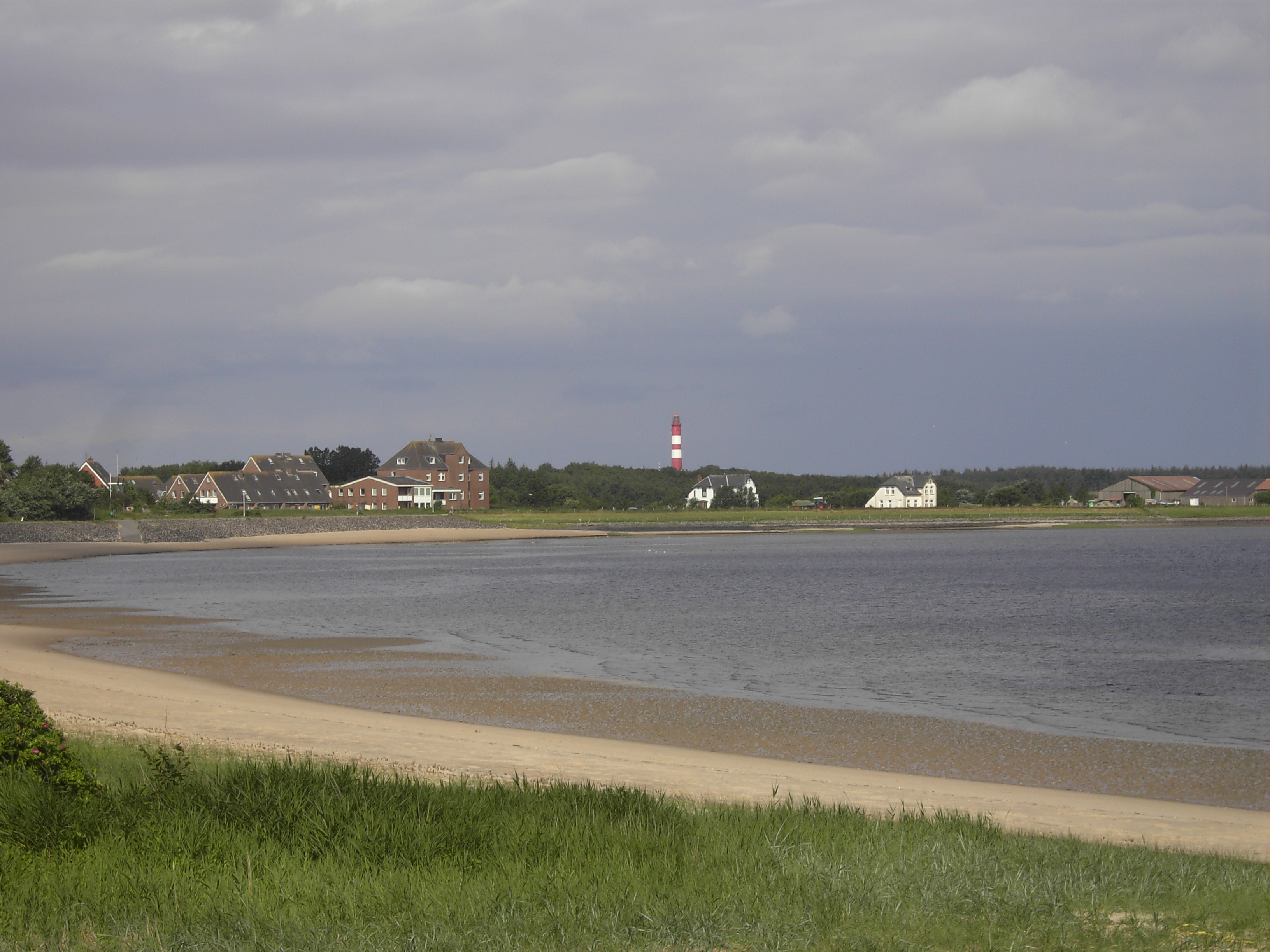
جزيرة أمروم

تعتبر جزيرة أمروم، (Amrum). واحدة من الجزر الفريزية الشمالية على ساحل بحر الشمال الألماني ، جنوب سيلت وغرب جزيرة فوهر. وهي جزء من منطقة فريزيان الشمالية في ولاية شليسفيغ هولشتاين الفيدرالية ، ويبلغ عدد سكانها 2300 نسمة.

## الموقع
تقع الجزيرة على شاطئ رملي ، وتواجه بحر الشمال المفتوح. الساحل الشرقي بدلا من الحدود إلى السهول الطينية وجداول المد والجزر في بحر وادن. الكثبان الرملية هي جزء مميز من المناظر الطبيعية في أمروم ، مما يؤدي إلى الغطاء النباتي الذي يتكون بشكل كبير من الصحة والشجيرات. غُرست الغابة الوحيدة في الجزيرة في عام 1948. وتعتبر أمروم ملجأ للعديد من أنواع الطيور وعدد من الثدييات البحرية مثل الختم الرمادي أو خنازير الميناء.
وقد ترجع المستوطنات في أمروم إلى شبه الجزيرة النيوليتية. خلال العصور الوسطى ، وصل المستوطنون الفريزيين إلى أمروم وشاركوا في صنع الملح والإبحار البحري. لهجة من اللغة الفريزية الشمالية ، والتقاليد الفريزية على قيد الحياة.
مع استضافة الجزيرة للعديد من الأنواع المهددة بالانقراض من النباتات والحيوانات ، تربتها غير مواتية إلى حد كبير للزراعة وكمنتج شهير على شاطئ البحر بشكل عام ، يعيش سكان أمروم اليوم بشكل شبه حصري من صناعة السياحة.